# Gangdong-myeon, Gangneung
Gangdong-myeon (koreanska: 강동면) är en socken  i den nordöstra delen av Sydkorea, 180 km öster om huvudstaden Seoul. Den ligger i kommunen Gangneung i provinsen Gangwon.
I Gangdong-myeon ligger Jeongdongjin som är ett stort turistmål dit koreaner åker för att se soluppgången över havet. Hotellet Sun Cruise Resort & Yacht är byggt i form av ett kryssningsfartyg och ligger uppe på ett berg vid Jeongdongjin.

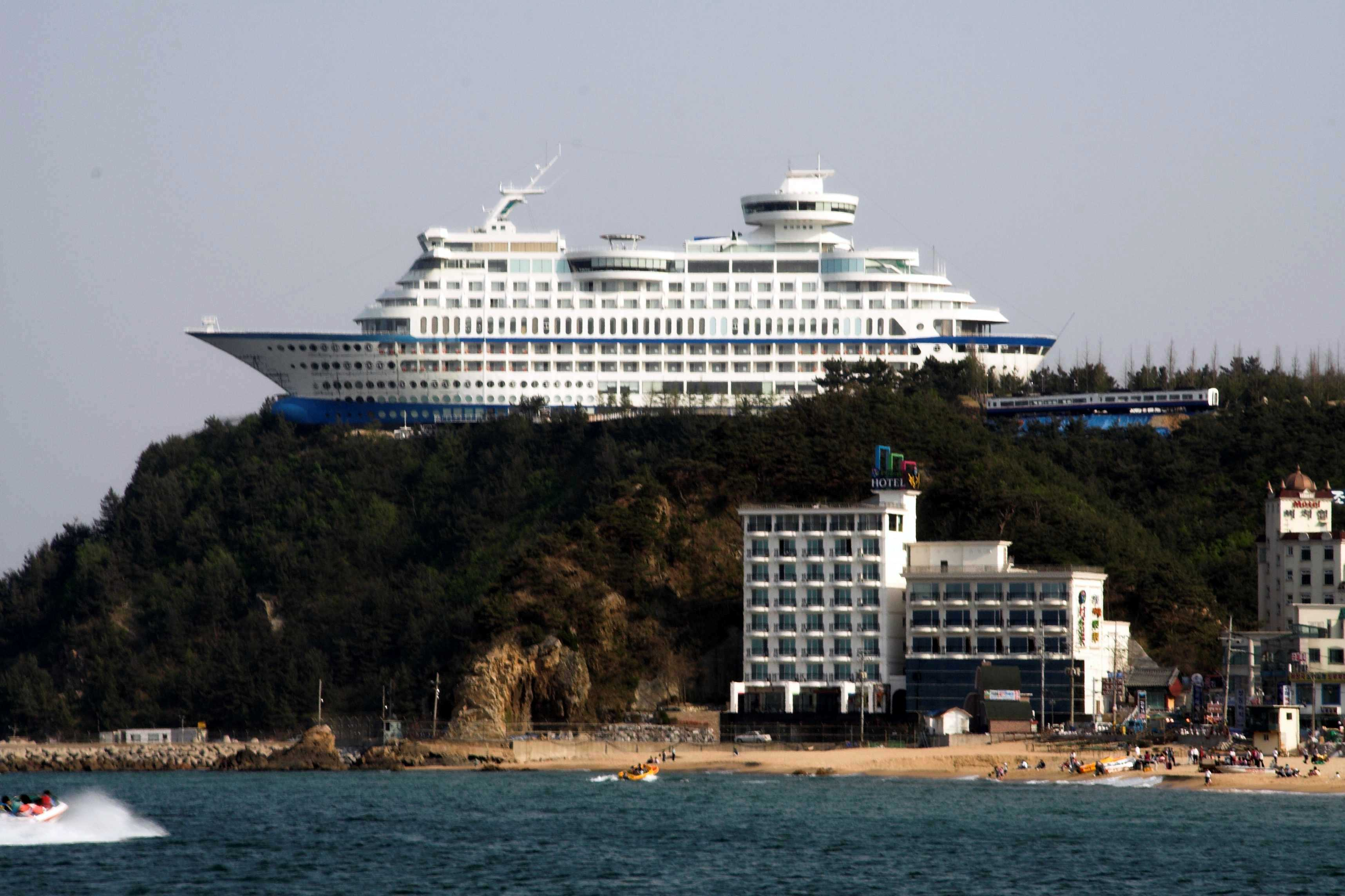
Sun Cruise Resort & Yacht